# Dơi quạ tai đen
Pteropus melanotus là một loài động vật có vú trong họ Dơi quạ, bộ Dơi. Loài này được Blyth mô tả năm 1863.

## Hình ảnh

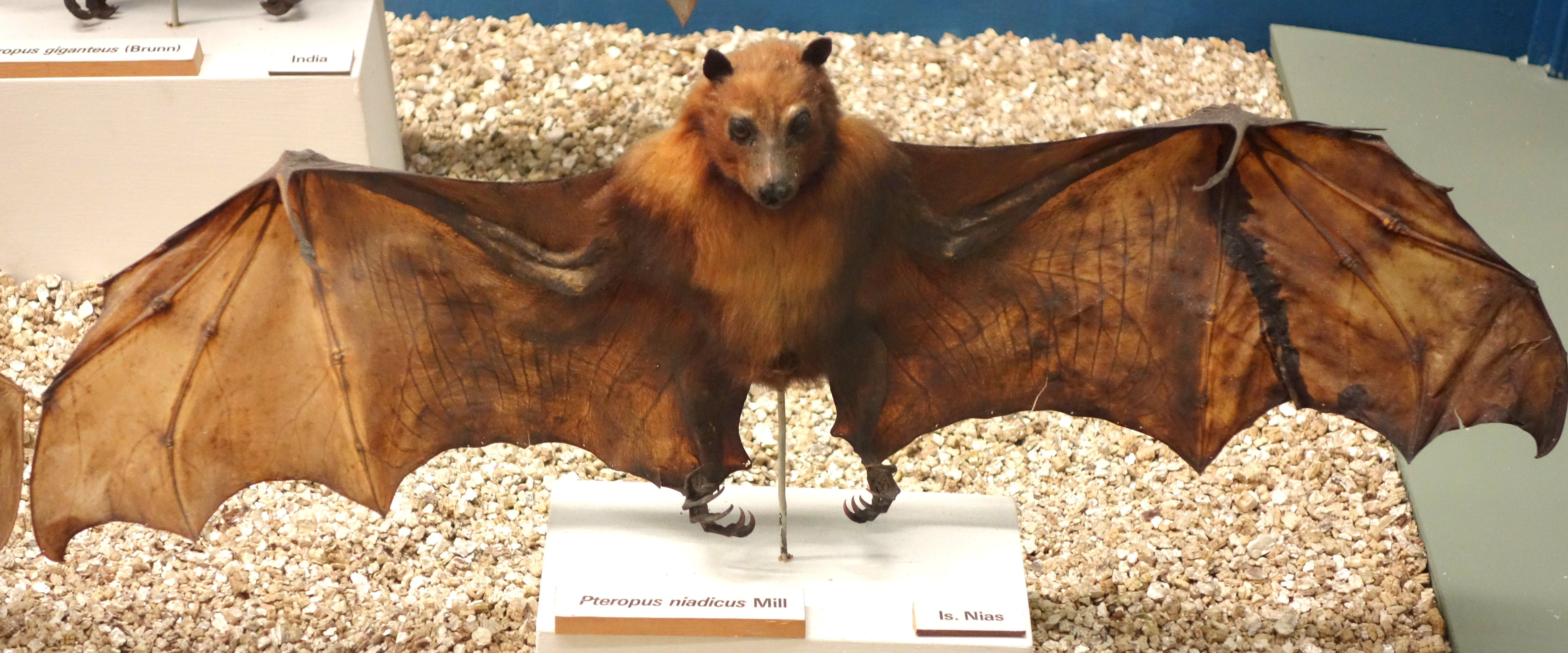
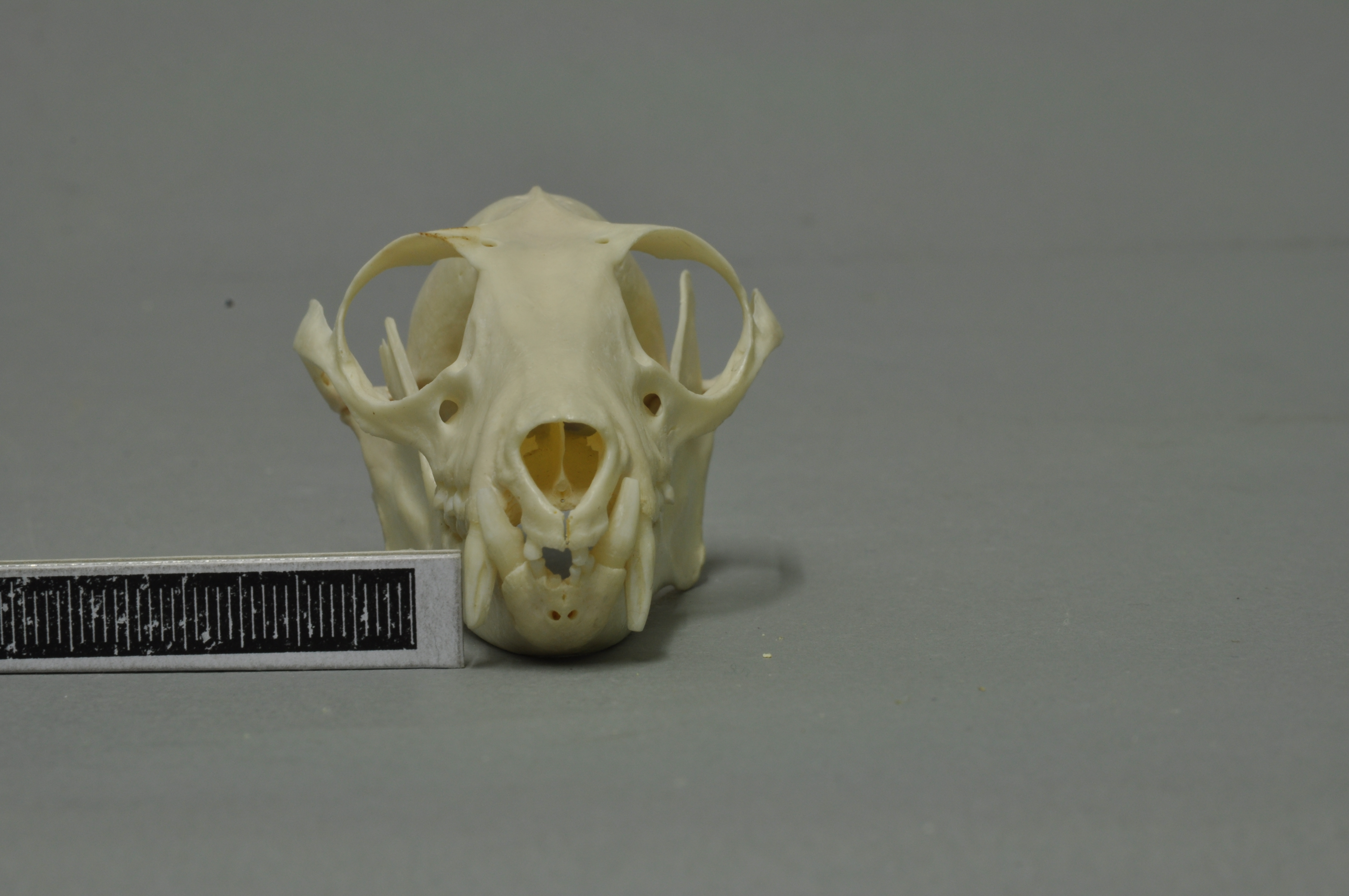
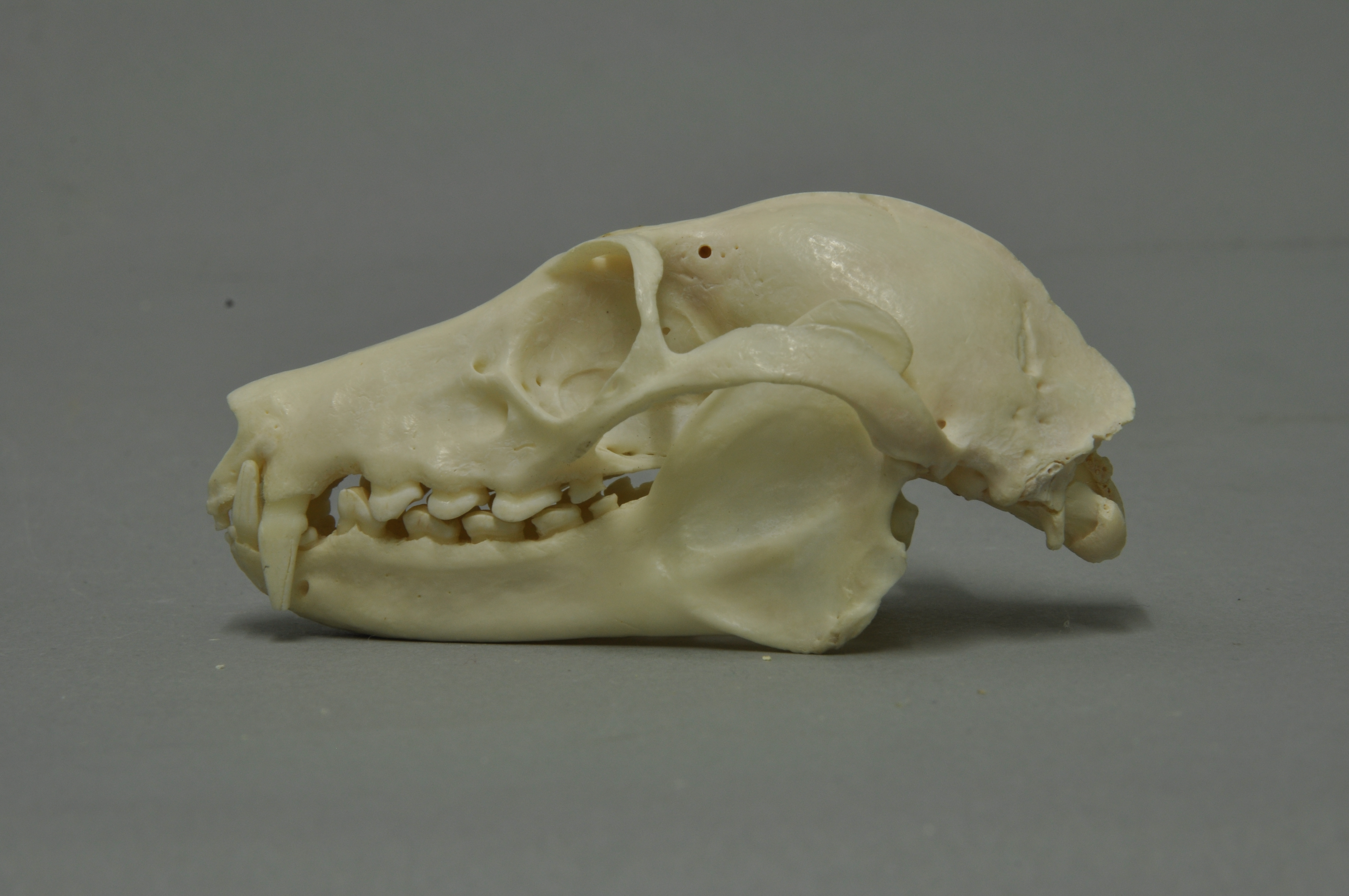
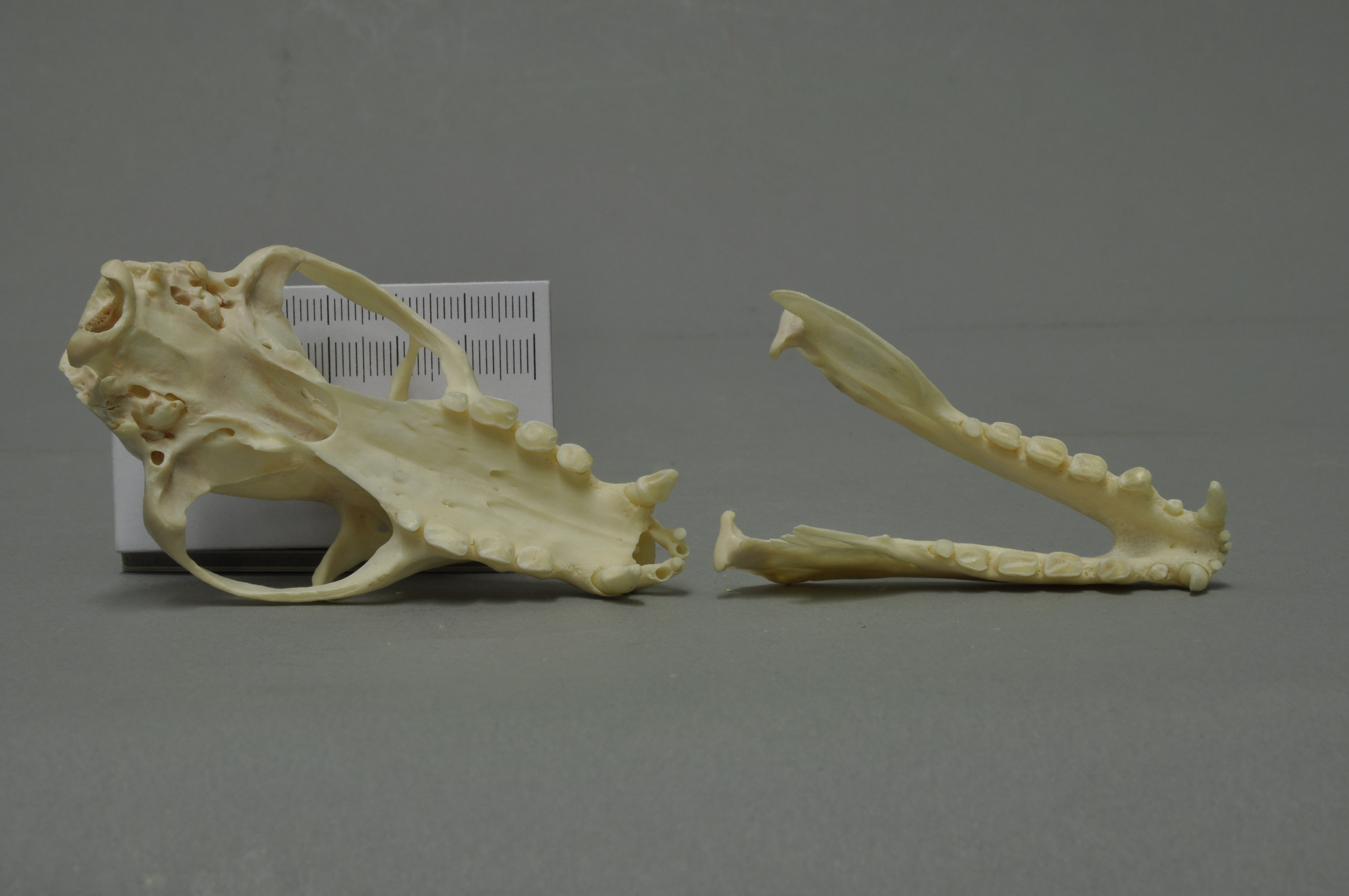